# Alfonso Armada
Alfonso Armada (ur. 12 lutego 1920 w Madrycie, zm. 1 grudnia 2013 tamże) – hiszpański generał, weteran Błękitnej Dywizji. W 1976 odznaczony Wielkim Krzyżem Zasługi Wojskowej z Odznaką Białą, uczestnik nieudanego zamachu stanu z 1981 (pełnił w tym okresie funkcję zastępcy Szefa Sztabu Wojsk Lądowych). Za udział w próbie przewrotu wojskowego został w 1983 skazany na 30 lat więzienia. Z przyczyn zdrowotnych wyszedł na wolność w 1988.